# Антсу, Герт
Герт Антсу (эст. Gert Antsu; род. 20 октября 1974, Пярну, Эстонская ССР) — эстонский дипломат.

## Биография
Изучал политологию в университете Тарту. Совершенствовался в колледже Европы в Польше.
С 1997 года работал в секретариате бюро европейской интеграции в Государственной канцелярии Эстонии.
В 2004—2008 годах был директором по делам ЕС в Государственной канцелярии.
С 2008 года — первый заместитель руководителя постоянного представительства Эстонии при ЕС.
В 2012—2016 годах — Чрезвычайный и Полномочный Посол Эстонии в Бельгии, Швейцарии и Люксембурге.
В 2016—2019 годах — Чрезвычайный и Полномочный Посол Эстонии на Украине.
С июля 2019 года назначен руководителем Эстонского центра восточного партнёрства.
Владеет английским, французским, русским, датским, немецким и польским языками.

## Награды
- Крест «За заслуги» III класса (2021, Министерство иностранных дел Эстонии)[1]